# 慶山市
慶山市（：／ Gyeongsan si */?），是大韓民國慶尚北道南部的一個城市，西鄰大邱廣域市。面積411.58平方公里，2007年人口242,638人。

## 歷史
1989年設市。

## 交通

### 鐵路
鐵道
- 京釜線慶山站
- 大邱線河陽站

地鐵
- ●大邱都市鐵道2號線：正坪站 - 林堂站 - 嶺南大站

### 公路
- 京釜高速公路
- 益山浦項高速公路

## 姐妹城市
- 大韓民國首爾特別市江東區
- 大韓民國全羅南道新安郡
- 中华人民共和国膠南市
- 日本城陽市